# Borne fleurdelysée no 13 (Sainte-Geneviève-des-Bois)
La borne fleurdelysée no 13 est un monument situé à Sainte-Geneviève-des-Bois, en France.

## Description
Le monument est conservé  à Sainte-Geneviève-des-Bois, place Stalingrad.

## Historique
Le monument est inscrit au titre des monuments historiques depuis  le 30 avril 1931.